# Anselmo Ricardo Ribeiro
Anselmo Ricardo Ribeiro (ur. 1974 w Rio de Janeiro) – brazylijski duchowny rzymskokatolicki, werbista, od 2024 przełożony generalny Zgromadzenia Słowa Bożego. 

## Życiorys
Wstąpił do zakonu w 1998. Święcenia kapłańskie otrzymał w 2005 roku. W latach 2008–2011 był przełożonym wspólnoty w Juiz de Fora. Od 2008 do 2010 był  członkiem rady prowincjalnej Prowincji Brazylii Północnej. W latach 2011–2018 pełnił urząd prowincjała tej prowincji. Od 2018 do chwili nominacji w 2024 wchodził w skład  Rady Generalnej Zgromadzenia Słowa Bożego. 4 lipca 2024 kapituła generalna wybrała go generałem zakonu werbistów. 